# Chondrocladia concrescens
Chondrocladia concrescens är en svampdjursart som först beskrevs av Schmidt 1880.  Chondrocladia concrescens ingår i släktet Chondrocladia och familjen Cladorhizidae. Inga underarter finns listade i Catalogue of Life.